# Révolution permanente (parti politique)
Cet article concerne le parti politique. Pour le mot d'ordre lancé par Karl Marx, voir Révolution permanente. Pour l'essai politique de Léon Trotski, voir La Révolution permanente.
Révolution permanente (RP) est une organisation politique française trotskyste située à l'extrême gauche. Elle est fondée en 2022 en tant que section française de la Fraction trotskyste - Quatrième Internationale. Elle a pour origine le Courant communiste révolutionnaire (CCR), une tendance du Nouveau Parti anticapitaliste (NPA), dont elle faisait partie jusqu'en 2021.

## Historique

### Courant interne du NPA
Le Courant communiste révolutionnaire (CCR) est officiellement fondé en avril 2011. Il apparaît initialement au sein d'un courant du Nouveau Parti anticapitaliste (NPA), nommé Collectif pour une tendance révolutionnaire (CTR), qui rejoint la plateforme 4 pour le premier congrès du NPA (10 au 13 février 2011). Il y défend une orientation révolutionnaire, en opposition à plusieurs autres plateformes jugées trop droitières,.[source secondaire nécessaire] À l'issue du Congrès, qui a lieu le 13 février 2011, le CTR se dissout. Deux mois plus tard, une partie de ses anciens animateurs fondent officiellement le CCR.

### Exclusion/scission du NPA
Un désaccord persiste entre le NPA et RP sur la nature du départ du CCR de l'organisation. RP dénonce en effet une exclusion officieuse, tandis que le NPA réfute ces affirmations.

Au congrès de 2018, la direction du NPA, héritière de la Ligue communiste révolutionnaire (LCR), obtient une majorité relative. Elle est dès lors la cible d'importantes critiques internes, provenant notamment du CCR, qui l'accusent de trop vouloir se rapprocher du parti La France insoumise de Jean-Luc Mélenchon et de s'éloigner de la ligne révolutionnaire, au profit d'un simple réformisme,. Le CCR reproche également au parti son manque de démocratie interne, son absence de critique des bureaucraties syndicales ainsi que le défaitisme affiché par les figures médiatiques de l'organisation. Anasse Kazib déclare ainsi : 

« Pour la fraction historique du NPA, le fascisme est à nos portes, et la classe ouvrière recule. Nous considérons que l’extrême droite est certes puissante, mais qu’une nouvelle génération ouvrière est née, dans les batailles contre la loi Travail, contre la réforme des retraites, chez les gilets jaunes, dans les mouvements antiracistes des quartiers populaires… Notre rôle, en tant que marxistes, est de pousser le curseur, de s’assumer franchement. »

Le Courant communiste révolutionnaire, qui a obtenu 11,05 % des voix lors du congrès de 2018, annonce en avril 2021 la « pré-candidature » de son militant Anasse Kazib. Cette action amplifie les clivages. Deux mois plus tard, 296 militants du courant annoncent leur départ du NPA, dénonçant un « long processus d'exclusion » et une ligne politique « droitière »,,.

### Campagne présidentielle d'Anasse Kazib

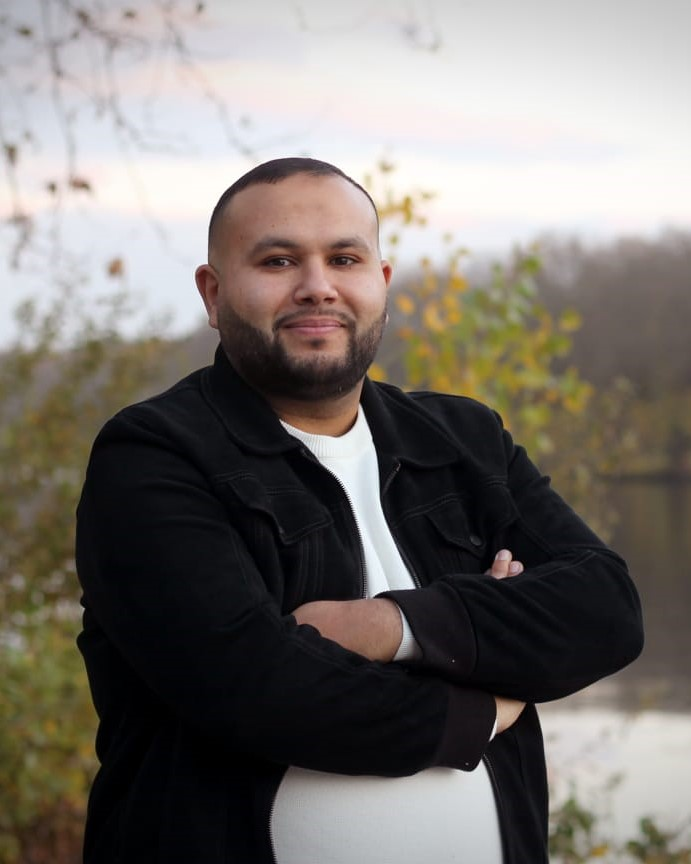
Anasse Kazib, porte-parole et candidat à l'élection présidentielle pour RP.

Après le départ de Révolution permanente du NPA, la direction de l'organisation décide d'acter la candidature d'Anasse Kazib. Peu après le lancement de la campagne, il est la cible d'une campagne de cyberharcèlement de menaces de mort venant de l'extrême droite. En février, des affiches racistes sont par exemple collées à la Sorbonne, où le candidat est invité à répondre à des questions d'étudiants. Anasse Kazib se plaint d'une invisibilisation médiatique de sa candidature. Ainsi, du 1er janvier au 18 février 2022, son temps de parole sur l'ensemble des radios et des chaînes de télévision s'est élevé à 5 minutes et 1 seconde selon l'Arcom. Arrêt sur images remarque qu'il est aussi régulièrement absent lorsque les chaînes de télévision évoquent le classement des candidats selon le nombre de leurs parrainages, contrairement à d’autres candidats disposant de moins de parrainages.
Le 9 février 2022, le candidat est censé participer à une séance de questions-réponses avec les étudiants de l'université Panthéon-Sorbonne au sein du centre Panthéon, cet évènement prend place lors d'un cycle de conférences organisé à l'initiative de plusieurs organisations étudiantes dans le cadre des élections présidentielles de 2022, Yannick Jadot ayant par exemple été invité peu de temps avant. Cependant, à la suite de la campagne d'intimidation menée par l'extrême droite quelques jours plus tôt, plusieurs centaines d'étudiants se rassemblent une heure avant la conférence afin d'apporter leur soutien au candidat. Recensant plus de 450 personnes, Le Poing Levé décide de tenir la conférence à l'extérieur du centre Panthéon, compte tenu du fait que l'amphithéâtre octroyé par la présidence ne compte que 120 places assises. Finalement le candidat fait un meeting sur la place du Panthéon et reçoit à cette occasion le soutien d'Assa Traoré, de Bruno Gaccio ou encore de SOS Racisme. La direction de l'université dénonce le 10 février ce rassemblement devant ses locaux. Le 18 février, le candidat est convoqué au commissariat du Ve arrondissement de Paris, sur injonction du procureur de la République pour « manifestation sur la voie publique sans déclaration ».
Il présente un programme communiste, révolutionnaire, écologiste, anti-impérialiste et de lutte contre les discriminations, et notamment en direction de la jeunesse. Il bénéficie notamment du soutien d'Assa Traoré, militante contre les violences policières,,, de la sociologue Kaoutar Harchi ou de la militante transféministe Sasha Yaropolskaya.
Le 3 mars, à l'initiative de Révolution permanente et de 43 autres organisations, un rassemblement est organisé en soutien au candidat, convoqué le même jour au commissariat des Ve et VIe arrondissements de Paris. Plusieurs personnalités sont présentes au rassemblement, dont notamment Sandrine Rousseau, Frédéric Lordon, Assa Traoré ou encore Sandra Lucbert. La comédienne et figure du mouvement MeToo, Adèle Haenel ne peut pas se déplacer, mais fait parvenir une lettre de soutien,.
L'organisation ne réussit cependant pas à réunir les parrainages nécessaires pour présenter Anasse Kazib à l'élection présidentielle, totalisant 160 parrainages.

### Participation au mouvement de grèves d'octobre 2022

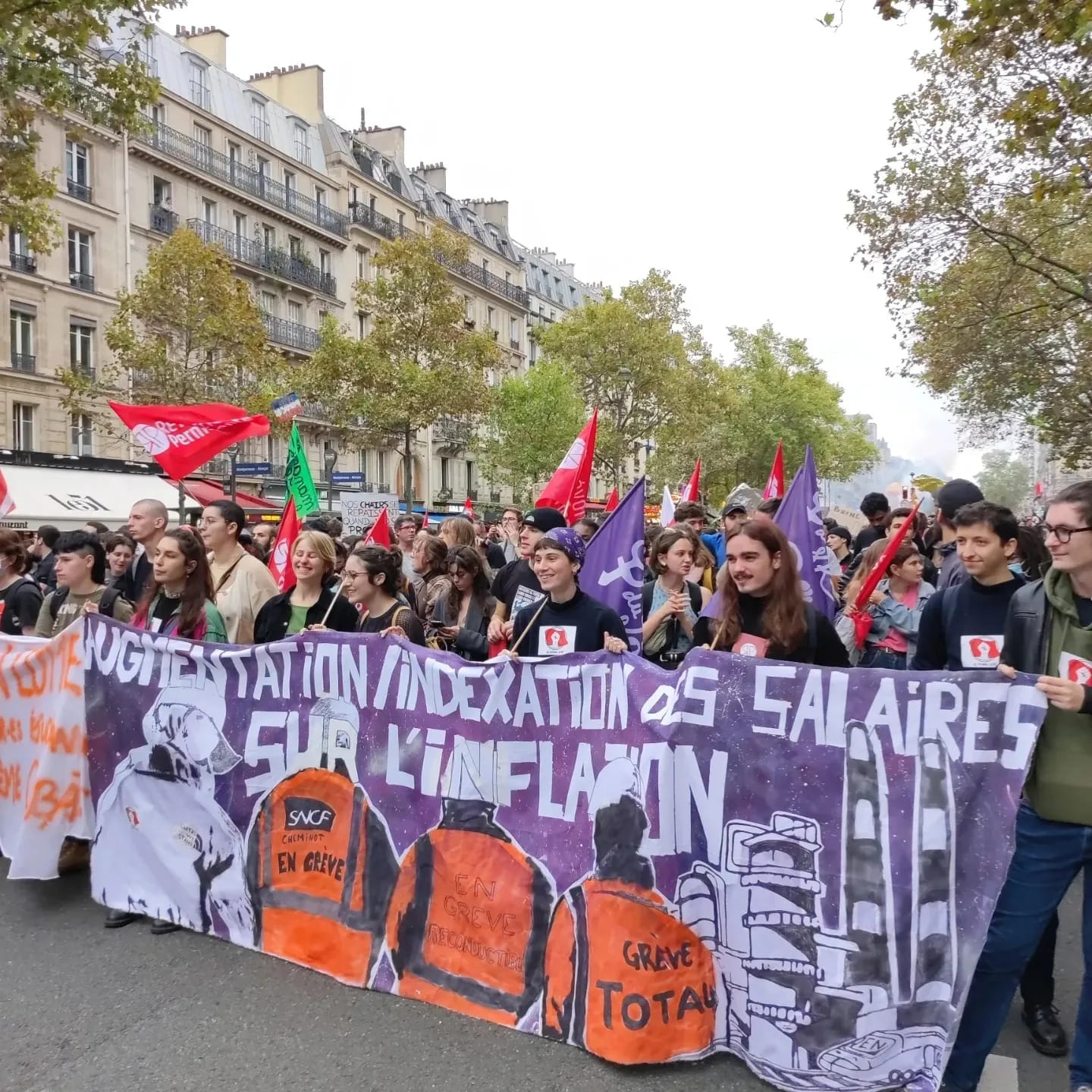
Cortège de Révolution Permanente le 16 octobre 2022, en manifestation de soutien aux grévistes.

L'organisation s'engage, notamment via son journal en ligne, au sein du mouvement de grève qui secoue la France en septembre et octobre 2022. Elle bénéficie d'une implantation dans les raffineries, notamment via le syndicaliste CGT et membre de Révolution Permanente Adrien Cornet.

### Congrès de fondation de l'organisation
Révolution permanente n'ayant pas encore de textes internes démocratiquement établis, un congrès visant à fonder l'organisation est organisé les 16, 17 et 18 décembre 2022. Plusieurs personnalités de la gauche française y prennent part, à l'image d'Assa Traoré et de Frédéric Lordon. À l'issue de ce rassemblement, Révolution Permanente devient officiellement une organisation politique.

### Lancement du Réseau pour la grève générale

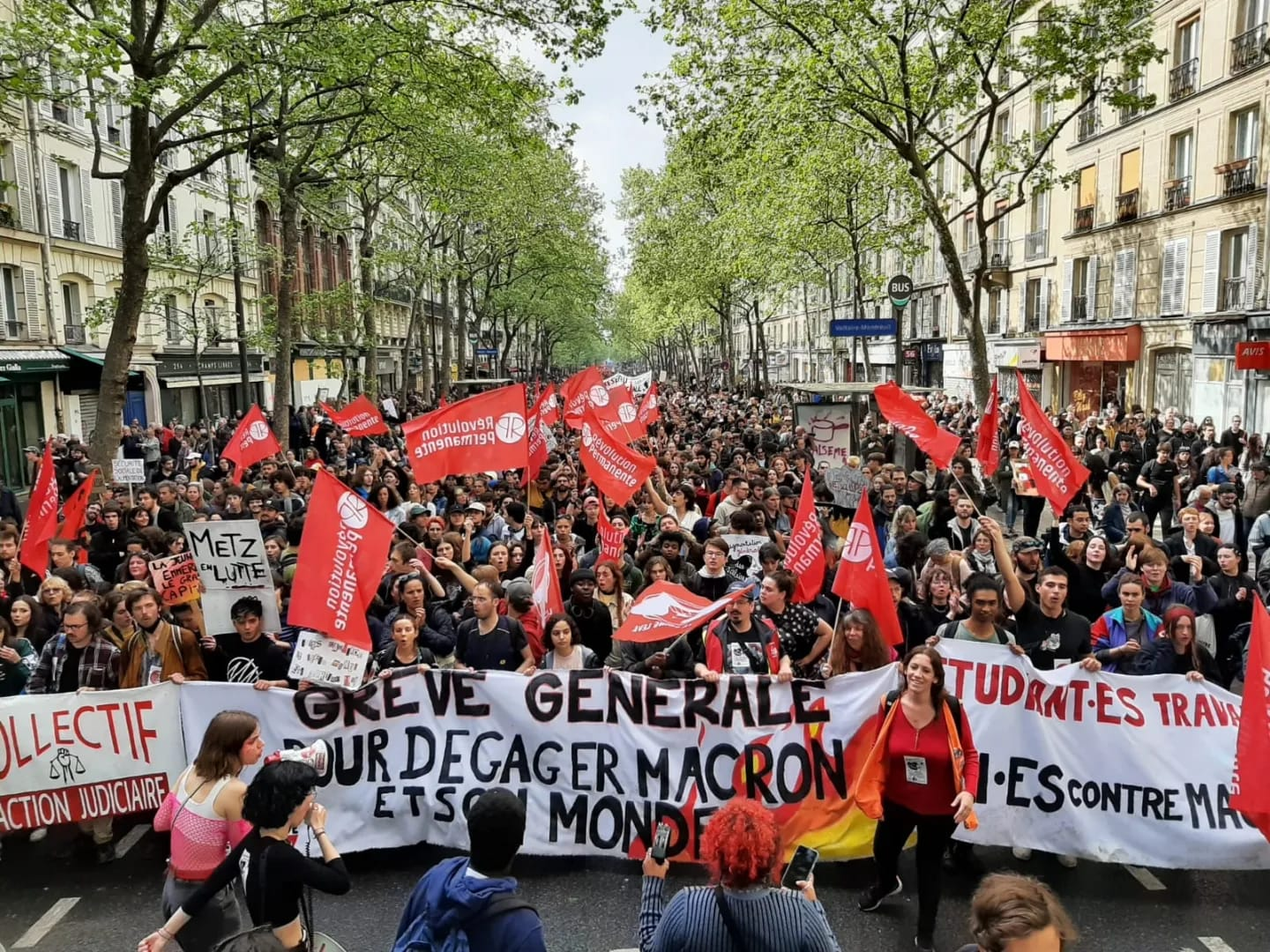
Cortège du Réseau pour la Grève Générale le 1er mai 2023.

À l'occasion du mouvement contre la réforme des retraites, l'organisation impulse le 28 janvier une tribune dans le JDD signée par près de 300 syndicalistes, intellectuels et militants appelant à « généraliser la grève ». À la suite de la tribune, l'organisation décide de former le Réseau pour la grève générale, un réseau composé de travailleurs, artistes et militants de diverses organisations politiques et syndicales de gauche. Le 24 mars, alors que les raffineurs du Havre sont menacés de réquisitions, le Réseau organise le déplacement de près de 150 personnes depuis Paris jusqu'à la raffinerie, parmi lesquelles figurent notamment Frédéric Lordon et Adèle Haenel. Lors d'une seconde tribune parue le 5 avril dans Politis, le Réseau émet de vives critiques envers la stratégie de l'intersyndicale.

### Conflit israélo-palestinien
En octobre 2023, après l’opération Déluge d'al-Aqsa, le collectif déclare sur son site Internet son soutien « inconditionnel » à la résistance palestinienne. Elsa Marcel, avocate et porte-parole de l'organisation, précise de son côté dans Libération que Révolution Permanente a « très vite condamné le massacre de civils du 7 Octobre, mais nous étions sûrs qu'il y aurait une riposte et qu'elle aboutirait à la situation de génocide dans laquelle on est aujourd'hui ».

## Organisations

### Journal en ligne
Révolution permanente est aussi le nom du journal en ligne de l'organisation, créé en 2015. Il est la version française de la Izquierda Diaro - Red Internacional, le journal en ligne de la Fraction trotskyste - Quatrième Internationale.

### Le Poing Levé

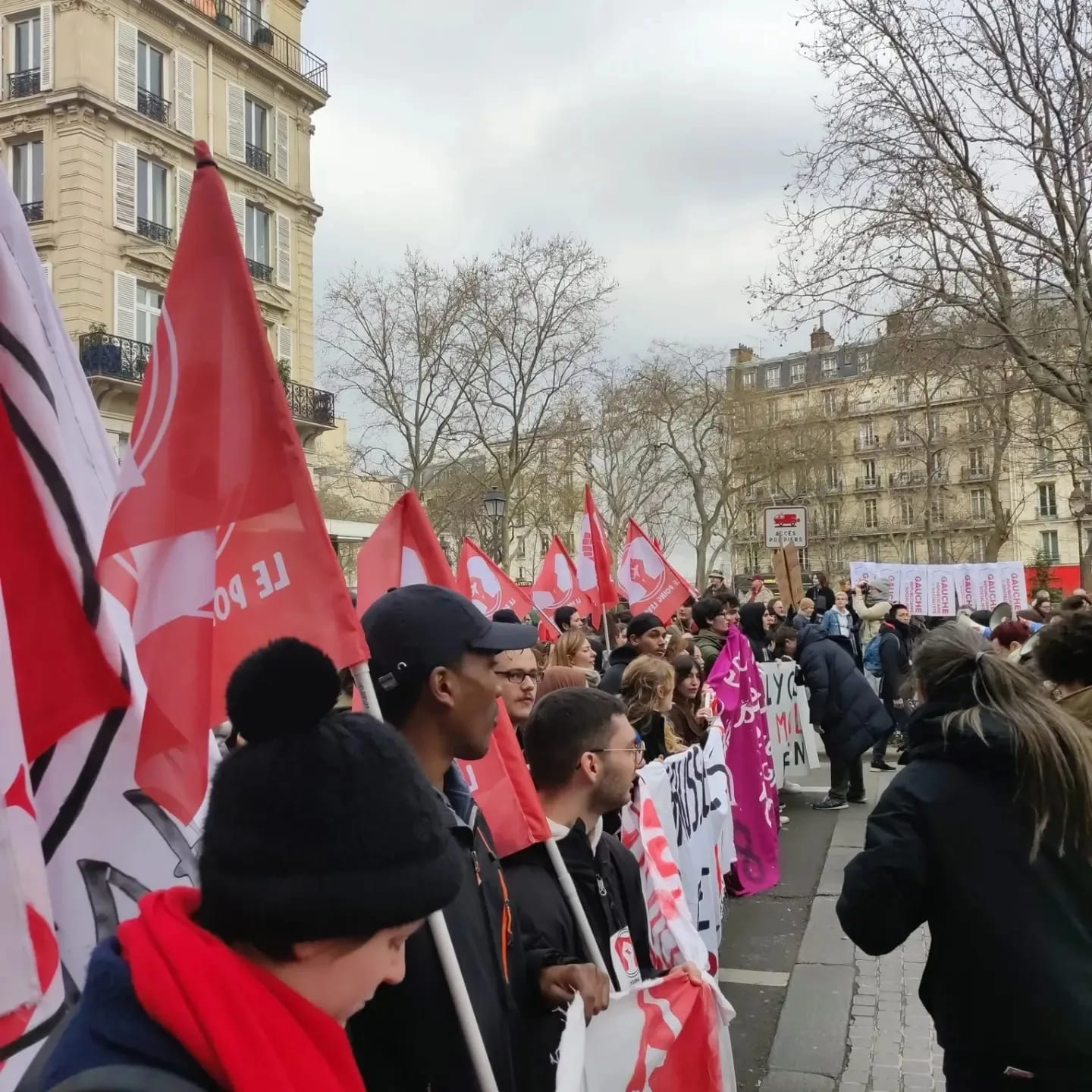
Le Poing levé dans un cortège étudiant contre la réforme des retraites.

L'organisation dispose d'un collectif de jeunesse, nommé Le Poing levé (LPL). En 2023, ce collectif revendique une implantation dans 18 universités ainsi que dans plusieurs lycées en France, dans lesquels il prend le nom de Le Poing Levé Lycée.

#### Historique
Le collectif est créé au sein de l'Université Panthéon-Sorbonne en 2018 lors de la mobilisation contre Parcoursup par des militants du NPA-jeunes, l'organisation de jeunesse du Nouveau Parti anticapitaliste. Lors de l'exclusion du Courant communiste révolutionnaire (futur Révolution Permanente) du NPA, le collectif en est lui aussi exclu. Ses militants participent au congrès de fondation de Révolution Permanente qui a lieu en décembre 2022.
Le collectif s'engage de décembre 2019 à mars 2020 aux côtés des cheminots en grève contre la réforme des retraites du gouvernement d'Édouard Philippe.
En 2022, l'organisation obtient l'inscription d'étudiants fuyant l'Ukraine au sein de plusieurs universités françaises, notamment Paris-VIII.
Lors du mouvement contre la réforme des retraites de 2023, le collectif intervient dans le mouvement étudiant et les assemblées générales qui ont lieu dans différentes universités,. L'organisation y défend des mots d'ordre d'alliance entre étudiants et travailleurs et condamne notamment le caractère « raciste et patriarcal » de la réforme. Le Journal du dimanche note ainsi une « montée en puissance » du collectif et explique qu'il « a largement gagné en visibilité et en popularité depuis le début de l'année 2023. »
Le collectif organise le 24 mars avec Révolution Permanente la venue d'une centaine de personnes, dont l'actrice Adèle Haenel et l'intellectuel Frédéric Lordon, à la raffinerie de Normandie en soutien aux raffineurs en grève.
Cette présence importante dans le mouvement se traduit également par la mise en avant dans les médias de plusieurs jeunes figures de l'organisation, à l'image d'Ariane Anemoyannis, étudiante en droit à Paris 1, que StreetPress qualifie de « figure montante de la jeunesse radicale ».
En septembre 2023, Le Poing levé dépose un « recours en suspension de l’interdiction du port de l’abaya dans les établissements scolaires » devant le Conseil d'État. Le 25 septembre, celui-ci maintient l’interdiction de l’abaya à l’école.
En avril 2024, l'organisation s'illustre en participant, avec d'autres organisations étudiantes, au blocage du centre Pierre-Mendès-France - plus connue sous le nom de « Tolbiac » - contre une réforme interne voulue par la présidence de l'université Panthéon-Sorbonne et visant notamment à supprimer la compensation, les rattrapages ou encore les droits aux absences pour les étudiants. Le collectif explique s'opposer à cette réforme après avoir mené une consultation démontrant que 68 % des étudiants ont recours aux rattrapages et à la compensation afin de valider leurs années.

#### Positionnement Politique
Le collectif entend lier les luttes étudiantes et ouvrières,.

### Du Pain et des Roses
Révolution permanente a également sa propre organisation féministe, nommée Du Pain et des Roses, inspirée de son équivalent argentin Pan y Rosas.
L'organisation se définit comme « un collectif qui lutte pour l’émancipation de tous et toutes dans une perspective anticapitaliste, socialiste et révolutionnaire. »

### Fraction trotskiste - Quatrième Internationale

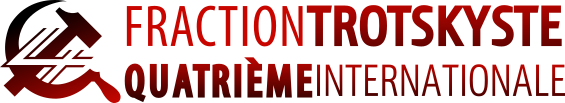
Fraction trotskyste - Quatrième Internationale.

L'organisation est membre de la Fraction trotskyste - Quatrième Internationale, une fédération internationale d'organisations trotskistes, principalement implantée en Amérique latine et dont le membre le plus connu est le Parti des travailleurs socialistes (PTS) argentin.